# Milassin Vilmos
Milassin Vilmos, Milassin Vilmos József István (Baja, 1841. december 25. – Budapest, Ferencváros, 1906. december 31.) jogi doktor, ügyvéd, író, műfordító.

## Életútja
Vámteleki Milassin József és rigyiczai Kováts Teréz fiaként született. A gimnáziumot Szabadkán, Kalocsán, Baján, a jogot pedig a Pesti Királyi Tudományegyetemen végezte, ahol 1864-ben jogi doktorrá avatták. Ugyanebben az évben nyerte el az ügyvédi oklevelét is. 1861-ben Pest vármegye aljegyzője lett, de a rövid alkotmány után hivataláról lemondott; 1863–64-ben a királyi táblánál hivatalnokoskodott mint joggyakornok. 1864-től gyakorló ügyvédséget folytatott Budapesten. Beutazta egész Európát többszörösen és Spanyolországból, utóbb Oroszországból írt tárcacikkeket. Később a balatonlellei, saját partvidékének beültetése és benépesítésével fáradozott. Mint jogász tevékeny részt vett az ifjúság 1860-61. évi hazafias mozgalmaiban és tárcacikkeket írt szépirodalmi lapokba. Halálát gyomorfekély okozta. Felesége szentkirályi Pósa Hortense volt.
Költeményei az Emlényben (Baja, 1858. 11, 1859. 20 költeménye); a Magyar Ifjuság Évkönyvében (Pest, 1860. Korinth romjai, kép Hellas multjából); a Hölgyfutárban (melynek belső dolgozótársa volt és sokat írt a lapba, 1863. Salvator Rosa, ford. sat.); az Ország Tükrében (1863. Lesueur Görling után, 1864. Kaufmann Angelika); a Pesti Naplóban (1871. 204., 209. sz. Andalusiából. Sevilla. Valenciából, 218., 211. sz. esti k. Bikaviadal Cadixban); a Hölgyek Lapjában (1884. 39. sz. Irodalmunk halottjai: Tóth Kálmán, Kun Melanie) sat. Politikai vezércikkeket írt a Pálffy Albert Esti Lapjába és az Egyetértésbe (Strossmayer-interjújával a külföldi sajtó is foglalkozott); írt még saját lapjain kívül a Nefelejtsbe és a Fővárosi Lapokba is.
Alapította, kiadta és szerkesztette a Reggeli Lapok című politikai napilapot 1870. december 23-tól, mely 1871. március 23-án a 72. számmal megszűnt; szerkesztette és kiadta a Hölgyek Lapját 1877. szeptember 23-tól 1888-ig (melynek képes divatrészét Párizsban nyomatta és maga is sok beszélyt és tárcát írt a lapba); szerkesztette és kiadta még a szintén hetenként megjelent Uj Szépirodalmi Csarnok c. regény-folyóiratot szintén 12 évig (1877–1888-ig).
Álneve: Ördög Róbert.

## Munkái
- Egy fiatal asszony története. Regény. Feydeau Ernő után fordította. Pest, 1870
- A 13. számú percsomó. Regény. Gaboriau Emil után ford. francziából. Pest, 1871, négy kötet
- Egy orosz herczegnő. Regény. Gonzales Emanuel után francziából fordította. Pest, 1872 (előbb a Hölgyfutárban, 1863)

A következő regényeket fordította francziából, (nevével vagy M. V. jegygyel, kettőt angolból és egyet olaszból), melyek mind az Uj Szépirodalmi Csarnokban jelentek meg:
- Badère asszony, Egy rosz asszony. Bpest, 1878. Két kötet.
- Colomb Kázmér, Renée kisasszony története. U. ott, 1878.
- Montépin Xavér, Az őrültek orvosa. U. ott, 1879. Nyolcz k.
- Jaime Adolf, A gonosz fiu. Ford. ***. U. ott, 1879. Két k.
- Jaime A., Az abbé. Ford. ***. U. ott, 1879.
- Montépin, A rochevillei büntény. Ford. M. V. U. ott, 1880. Négy k.
- Montépin, A creolnő leányai. Ford. M. V. U. ott, 1880. Nyolcz k.
- Montépin, A 13. sz. bérkocsi. U. ott, 1880. Hat k.
- Brof Alfonz, Rémes éjjek. U. ott, 1880. Öt k.
- Boisgobey Fortune, Mangers gróf leánya. U. ott, 1881. Hat k.
- Montépin, Szerelem ő fensége. U. ott, 1881. Kilencz k.
- Claretie Gyula, A millió. U. ott, 1882. Három k.
- Brof Alfonz, Az emir leánya. U. ott, 1882. Két k.
- Enault Lajos, A vak gróf. U. ott, 1882. Három k.
- Montépin, Pénz ő felsége. U. ott, 1882. Hét k.
- Boisgobey Fortune, Az öreg Lecoq. U. ott, 1883. Öt k.
- Richebourg Emil, A balsors gyermeke. U. ott, 1883. Hét k.
- Sirven Alfred, Két férj. U. ott, 1883. Két k.
- Jaime Adolf, Egy rosz ember. U. ott, 1884. Két k.
- Dignet Károly, A hóhér gyermeke. U. tot, 1884. Három k.
- Montépin, Szőke boszorkány. U. ott, 1884. Három k.
- Montépin, A sirbolt rejtélyes halottja. U. ott, 1884. Négy k.
- Montépin, A macskaszem. U. ott, 1884. Négy k.
- Montépin, Gyilkos királynő. U. ott, 1884. Négy k.
- Montépin, Valentine férjei. U. ott, 1884. Három k.
- Montépin, Szép özvegy. U. ott, 1884. Két k.
- Montépin, Borzasztó történet. U. ott, 1885. Négy k.
- Montépin, Párisi dráma. U. ott, 1885. Három k.
- Montépin, Öngyilkos herczegi család. U. ott, 1885. Két k.
- Montépin, Két feleség. U. ott, 1885. Négy k.
- Richebourg Emil, Egy szerencsétlen menyasszony. U. ott, 1886. Négy k.
- Montépin, A férj kedvese. U. ott, 1886. Két k.
- Wilkie Collins, A vérpad. U. ott, 1887. Három k.
- Zaccone, Egy szép nő regénye. U. ott, 1887. Két k.
- Montépin, A tolvaj leánya. U. ott, 1887. Három k.
- Hugo Victor, A párisi Notre Dame templom. Ugyanott, 1888. Öt k.
- Wood Henry, A vörös nyakkendő. U. ott, 1888. Öt k.
- Hugo Victor, Egy halálra ítélt utolsó napja. U. ott, 1889.
- Hugo Victor, Claude Gneux. U. ott, 1889.

Ezeken kívül még vagy húsz regényt fordított névtelenűl vagy női álnév alatt.

### Színművei
- Házasságközvetítő ügynökség, vígjáték 3 felvonásban. A. Dreyfus után ford. (először adták 1881. júl. 8. a nemzeti szinházban);
- A rózsaszínű domino, francia vígjáték, ford.